# Antōnīs Antōniadīs
Antōnīs Antōniadīs (in greco Αντώνης Αντωνιάδης?; 25 maggio 1946) è un ex calciatore greco, di ruolo attaccante.
È stato ed è tuttora uno dei più grandi goleador del suo paese, avendo segnato circa 250 reti in 22 stagioni.

## Carriera
Iniziò la sua carriera professionistica all'inizio degli anni 60, nello Xanthi, da cui si trasferì al Panathīnaïkos. In casacca verde esordì nel 1968, segnando il primo gol il 27 ottobre contro l'Apollon Atene. In 242 gare di campionato segnò 187 reti, risultando per cinque volte capocannoniere e secondo nella speciale classifica della Scarpa d'Oro nella stagione 1971-1972. Vinse anche il titolo di miglior realizzatore in Europa, con 10 gol segnati nella Coppa dei Campioni 1970-1971. Quell'anno la sua squadra ottenne il secondo posto, risultato più alto finora raggiunto da una squadra greca nella massima competizione europea.
Nell'estate del 1978, ormai trentatreenne, passò all'Olympiacos, dove restò una sola stagione, con 13 presenze e 7 reti. Passò poi all'Atromitos e, prima di ritirarsi, fece una passerella d'onore nelle file del Panathīnaïkos.
Poco apprezzato in nazionale, mise tuttavia insieme 21 presenze e 6 reti tra il 1970 e il 1977. In Italia, curiosamente, gli italianizzarono il nome, risultando Antonio Antoniadis su libri calcistici e giornali.

## Palmarès

### Club
- Campionato greco: 4

Panathinaikos: 1968-1969, 1969-1970, 1971-1972, 1976-1977
- Coppa di Grecia: 2

Panathinaikos: 1968-1969, 1976-1977
- Supercoppa di Grecia: 1

Panathinaikos: 1970

### Individuale
- Capocannoniere del campionato greco: 5

1969-1970 (25 gol), 1971-1972 (39 gol), 1972-1973 (22 gol), 1973-1974 (26 gol), 1974-1975 (20 gol)
- Capocannoniere del campionato greco di seconda divisione (Beta Ethniki): 1

1967-1968 (24 gol)
- Capocannoniere della Coppa dei Campioni: 1

1970-1971 (10 gol)